# 라이프 오브 시몬
《라이프 오브 시몬》(스웨덴어: Simon och ekarna)은 2011년 공개된 스웨덴의 드라마 영화로, 마리안네 프리드릭손의 소설 《시몬과 참나무숲》을 원작으로 한다.
감독 비요른 룽게가 2009년 4월에 제작에서 하차하겠다고 발표한 후 오린이 이 영화의 감독을 맡았다. 2009년 5월, 스웨덴 영화 협회(SFI)는 오린이 SFI의 영화 위원직을 그만두고 이 영화를 감독한다고 발표했다.

## 줄거리
제2차 세계대전 중 스웨덴 예테보리 외곽의 노동자 가정에서 자란 소년 시몬은 남다른 재능과 특이한 성격으로 인해 주변인들과 겉도는 느낌을 받는다. 부모의 반대에도 불구하고 시몬은 당시 노동자 계층에게는 흔치 않았던 예술 교육을 받기로 결심한다. 학교에서 그는 나치 독일의 박해를 피해 온 부유한 유대인 서점 주인의 아들 이삭을 만나게 된다. 전쟁이 유럽을 휩쓸면서 두 소년과 그 가족들의 삶은 복잡하게 얽히게 되고, 전쟁이 끝날 무렵 시몬은 자신의 인생, 가족, 그리고 정체성마저 이전과는 완전히 달라졌음을 깨닫게 된다.

## 출연

### 주연
- 빌 스카스가드
- 잔 조세프 리퍼스
- 카타리나 슈틀러

### 조연
- 헬렌 쇠홈
- 스테판 고디케
- 칼 리너토프
- 에리카 로프그렌
- 조나단 S. 왓처
- 칼 마틴 에릭슨
- 조세핀 넬든

## 기타
- 프로듀서: 린더 카렐
- 프로듀서: 마크-다니엘 디챈트
- 공동제작: 제시카 애스크
- 세트: 에밀 라르손
- 소품: 루이스 드레이크
- 시각효과: 마커스 B. 브로더슨
- 시각효과: 라스 에릭 핸슨
- 의상: 캇챠 왓킨스
- 배역: 아네트 만도키
- 배역: 아네트 만도키
- 배역: 헤타 맨체프
- 프로덕션매니저: 올레 위렌헤드